# Noboru Yamaguchi
Noboru Yamaguchi (山口 登, Yamaguchi Noboru; Tsuna, 1902 - 14 oktober 1942) was een Japans crimineel. Van 1925 tot aan zijn dood in 1942 was Yamaguchi het hoofd (kumicho) van de Yamaguchi-gumi.